# روبيزون أويولا
روبيزون أويولا (بالإسبانية: Róbigzon Oyola)‏ (و. 1988  م) هو راكب دراجة هوائية كولومبي، شارك في طواف كوميونيداد مدريد 2017، وفولتا كولومبيا 2018، وفولتا أستورياس 2017، وفولتا سان خوان 2019.

## سجل الفوز

### سباقات أو مراحل فاز بها
| التاريخ        | السباق                                  | المركز                                                  |
| -------------- | --------------------------------------- | ------------------------------------------------------- |
| 01 يناير 2012  | 2012 Vuelta a la Independencia Nacional | المركز الثاني                                           |
| 15 أبريل 2012  | فولتا كاستيلا ليون 2012                 | الثاني في تصنيف الجبال                                  |
| 30 نوفمبر 2014 | Vuelta a Chiriquí 2014                  | الفائز في التصنيف العام                                 |
| 01 مارس 2015   | 2015 Vuelta a la Independencia Nacional | الفائز في التصنيف العام                                 |
| 29 مايو 2017   | 2017 Winston-Salem Cycling Classic      | المرتبة 14 في التصنيف العام                             |
| 30 سبتمبر 2018 | 2018 Clásico RCN                        | الفائز حسب ترتيب السرعة                                 |
| 12 ديسمبر 2018 | Gran Premio FECOCI 2018                 | السابع في التصنيف العام                                 |
| 21 أبريل 2019  | 2019 Vuelta del Uruguay                 | السادس في التصنيف العام                                 |
| 27 يوليو 2019  | طواف بحيرة تشينغهاي 2019                | السادس في التصنيف العام                                 |
| 29 سبتمبر 2019 | 2019 Clásico RCN                        | الخامس في تصنيف النقاط                                  |
| 31 أكتوبر 2021 | 2021 Clásico RCN                        | الفائز حسب ترتيب السرعة، الفائز حسب تصنيف سباقات السرعة |
| 30 أكتوبر 2022 | 2022 Clásico RCN                        | الفائز حسب ترتيب السرعة                                 |
| 12 أغسطس 2023  | 2023 Gran Premio Guatemala              | الفائز في التصنيف العام                                 |

## روابط خارجية
- روبيزون أويولا على موقع الاتحاد الدولي للدراجات (الإنجليزية)
- روبيزون أويولا على موقع أرشيف الدراجات (الإنجليزية)
- روبيزون أويولا على موقع إحصائيات الدراجات الإحترافية (الإنجليزية)
- روبيزون أويولا على موقع نسبة الدراجات (الإنجليزية)